# Enrique de la Uz López
Enrique de la Uz López (La Habana, 21 de marzo de 1944- La Habana, 6 de noviembre de 2018) fue fotógrafo cubano.

## Exposiciones personales
Entre sus exposiciones personales se pueden mencionar:
- En 1982 "Pequeño concierto para piedra y cámara fotográfica" Premio de Fotografía Cubana 1982. Centro de Arte Boyeros, La Habana, CUBA.
- En el año 1998 "Punta Alegre. Enrique de la Uz. Fotografías" Fototeca de Cuba, La Habana, CUBA.

## Exposiciones colectivas
Participa en forma colectiva en exposiciones como:
- "Salón 70" . Museo Nacional de Bellas Artes, La Habana, CUBA, 1970.
- "Fotografía Cubana Contemporánea en 150 Imágenes", Taller Internacional de la Imagen Fotográfica (colateral a la Cuarta Bienal de La Habana) . Centro de Prensa Internacional, La Habana, CUBA 1991.
- "Cuba 1960 2002 Sogno e realtá" [abril 9 mayo 19]. Italian Foundation for Photography, Turín, ITALIA, 2002, entre otras.

## Premios
Obtiene el Gran Premio. Salón de la Ciudad’92. Centro Provincial de Artes Plásticas y Diseño, La Habana, CUBA el año 1992.

## Obras en Colección
Sus principales colecciones se encuentran en:
- La Fototeca de Cuba, La Habana, CUBA.
- El Museo Nacional de Bellas Artes, La Habana, CUBA.
- El Museum of Art, Fort Lauderdale, Florida, ESTADOS UNIDOS DE AMÉRICA
- La Unión de Escritores y Artistas de Cuba (UNEAC), La Habana, CUBA.